# Список астероїдів, які перетинають орбіту Сатурна
У цьому списку наведено астероїди та карликові планети, проєкція орбіти яких на екліптику перетинає проєкцію орбіти Сатурна на неї. Застосовується саме таке формулювання, бо орбіти різних тіл у Сонячній системі мають різний нахил відносно екліптики.

## Список
- 944 Гідальго
- 2060 Хірон
- 5145 Фолус
- 5335 Домокл
- 8405 Асболос
- (15504) 1999 RG33
- 20461 Діоретса
- 31824 Елат
- 32532 Терей
- 37117 Нарцис
- 52872 Окіроя
- 60558 Ехекл
- (63252) 2001 BL41
- (65407) 2002 RP120